# 智学館中等教育学校
智学館中等教育学校（ちがくかんちゅうとうきょういくがっこう）は、茨城県水戸市小吹町にある私立中等教育学校。設置者は学校法人常磐大学。

## 概要
学校法人常磐大学の創立100周年記念事業の一環として設立された。
一般の中学校と高等学校に相当する前期・後期課程6年間の教育を一貫して行う中等教育学校であり、後期課程からの生徒募集は行われていない。1学年の入学定員は120人である。
しかし、開校以来入学定員を充足できない状況が続いており、2023年度以降の生徒募集を停止し、2027年度末で閉校することを2021年5月31日に公表した。

## 校名について
生徒たちにとり、学校は「智」を学ぶ場であるということから、「智学館」の校名がとられた。

## 教育の特徴
1クラス30人の少人数教育や4学期制（1年間を3か月ごとに分割）、週6日制や1時限55分の授業などを導入し、生徒への学力の定着をはかっている。
また、英語教育では田中茂範が、理科教育では左巻健男がそれぞれ監修にあたっている。

## 沿革
- 2007年11月1日 - 智学館中等教育学校の設置が認可される。同日を創立記念日に定める[2]。
- 2008年
  - 4月1日 - 開校。
  - 4月26日 - 開校記念式典挙行[10]。
- 2021年5月31日 - 2023年度以降の生徒募集を停止することを公表。
- 2028年3月（予定） - 閉校。

## 進路
2014年に卒業した第一期生の進路は東北大学1名、筑波大学4名、茨城大学3名などであった。

## 著名な出身者
- 輝生かなで - 元宝塚歌劇団月組男役